# 雪崩背包

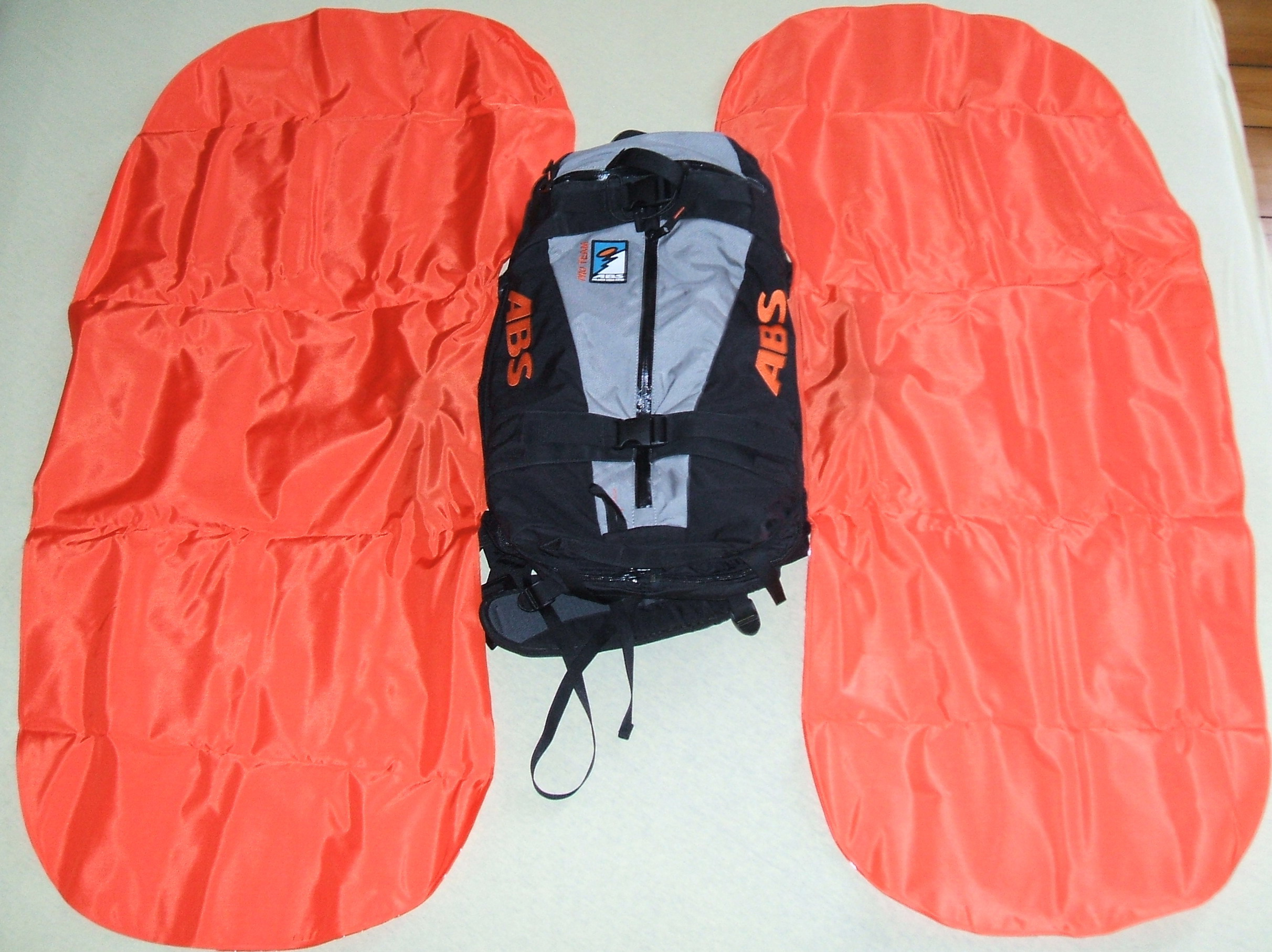
氣囊洩氣後的雪崩背包

雪崩背包（英語：Avalanche Backpacks），又稱雪崩氣囊（Avalanche airbags），是一种用于保护使用者免受雪崩危害的，可以透過拉動開關從而觸發氣囊快速充氣增大的背包。

## 原理
雪崩遇難者常見死因為窒息，因當活埋於雪中時，遇難者呼吸的空氣容易被雪堆堵住而不能與外面流通，繼而使身邊空氣的含氧量慢慢降低。有研究指出被埋於雪中的人若於10分鐘内獲救有約八成生還機會，15分鐘則會降至約四成，延至30分鐘則剩下兩成。
雪崩时的雪为颗粒，性質类似于流体——其中较小的颗粒下沉、较大的颗粒上浮。雪崩背包的气囊展开，使使用者相对于移动的雪就是更大的物体，讓使用者因反向分离原理（或称颗粒对流）浮向雪面，減少被雪崩掩埋的機率。如果使用者在背包已充氣的情況下被活埋，將背包洩氣可產生較大的呼吸空間，增加獲救的機會。

## 种类
雪崩背包主要分为最初的压缩气瓶充气和後來的电动鼓风充气两类。其优缺点分别为：
1. 压缩气瓶充气的优点是成本低，在极端天气下的稳定性好，不易被损坏。缺点是携带不方便。
2. 电动鼓风充气的优点是使用灵活、技术进步快。缺点是价格高、容易损坏、维修费用高。

目前市面上主要的雪崩背包品牌有ABS（Avalanche Balloon Secutem）、BCA（Backcountry Access）、Mammut、Ortovox等。截至2023年，BCA和品牌販售的雪崩背包是使用壓縮氣瓶充氣，ABS和販售的雪崩背包除了使用壓縮氣瓶充氣亦有采用電動鼓風充氣。